# Liste der 100 größten Countys der Vereinigten Staaten nach Einwohnerzahl
Dies ist eine Liste der 100 größten Countys der Vereinigten Staaten nach Einwohnerzahl mit Stand Juli 2023, dem Datum der letzten Schätzung des US Census Bureau.

## Liste
| Rang | County                   | Bundesstaat    | County Seat                  | Einwohner | Größe [km²] |
| ---- | ------------------------ | -------------- | ---------------------------- | --------- | ----------- |
| 1    | Los Angeles County       | Kalifornien    | Los Angeles                  | 9.663.345 | 12.308      |
| 2    | Cook County              | Illinois       | Chicago                      | 5.087.072 | 4.235       |
| 3    | Harris County            | Texas          | Houston                      | 4.835.125 | 4.604       |
| 4    | Maricopa County          | Arizona        | Phoenix                      | 4.585.871 | 23.891      |
| 5    | San Diego County         | Kalifornien    | San Diego                    | 3.269.973 | 11.721      |
| 6    | Orange County            | Kalifornien    | Santa Ana                    | 3.135.755 | 2.455       |
| 7    | Miami-Dade County        | Florida        | Miami                        | 2.686.867 | 6.297       |
| 8    | Dallas County            | Texas          | Dallas                       | 2.606.358 | 2.353       |
| 9    | Kings County             | New York       | keiner                       | 2.561.225 | 251         |
| 10   | Riverside County         | Kalifornien    | Riverside                    | 2.492.442 | 18.915      |
| 11   | Clark County             | Nevada         | Las Vegas                    | 2.336.573 | 20.955      |
| 12   | King County              | Washington     | Seattle                      | 2.271.380 | 5.974       |
| 13   | Queens County            | New York       | keiner                       | 2.252.196 | 462         |
| 14   | San Bernardino County    | Kalifornien    | San Bernardino               | 2.195.611 | 52.073      |
| 15   | Tarrant County           | Texas          | Fort Worth                   | 2.182.947 | 2.324       |
| 16   | Bexar County             | Texas          | San Antonio                  | 2.087.679 | 3.255       |
| 17   | Broward County           | Florida        | Fort Lauderdale              | 1.962.531 | 3.418       |
| 18   | Santa Clara County       | Kalifornien    | San José                     | 1.877.592 | 3.377       |
| 19   | Wayne County             | Michigan       | Detroit                      | 1.751.169 | 1.741       |
| 20   | Middlesex County         | Massachusetts  | Cambridge und Lowell         | 1.623.952 | 2.195       |
| 21   | Alameda County           | Kalifornien    | Oakland                      | 1.622.188 | 2.127       |
| 22   | Manhattan County         | New York       | keiner                       | 1.597.451 | 88          |
| 23   | Sacramento County        | Kalifornien    | Sacramento                   | 1.584.288 | 2.578       |
| 24   | Philadelphia County      | Pennsylvania   | Philadelphia                 | 1.550.542 | 369         |
| 25   | Hillsborough County      | Florida        | Tampa                        | 1.535.564 | 3.279       |
| 26   | Palm Beach County        | Florida        | West Palm Beach              | 1.533.801 | 6.181       |
| 27   | Suffolk County           | New York       | Riverhead                    | 1.523.170 | 6.146       |
| 28   | Orange County            | Florida        | Orlando                      | 1.471.416 | 2.601       |
| 29   | Nassau County            | New York       | Mineola                      | 1.381.715 | 1.173       |
| 30   | Bronx County             | New York       | keiner                       | 1.356.476 | 149         |
| 31   | Travis County            | Texas          | Austin                       | 1.334.961 | 2.650       |
| 32   | Franklin County          | Ohio           | Columbus                     | 1.326.063 | 1.408       |
| 33   | Oakland County           | Michigan       | Pontiac                      | 1.270.426 | 2.532       |
| 34   | Hennepin County          | Minnesota      | Minneapolis                  | 1.258.713 | 1.571       |
| 35   | Cuyahoga County          | Ohio           | Cleveland                    | 1.233.088 | 3.226       |
| 36   | Allegheny County         | Pennsylvania   | Pittsburgh                   | 1.224.825 | 1.929       |
| 37   | Collin County            | Texas          | McKinney                     | 1.195.359 | 2.294       |
| 38   | Wake County              | North Carolina | Raleigh                      | 1.190.275 | 2.220       |
| 39   | Salt Lake County         | Utah           | Salt Lake City               | 1.185.813 | 2.092       |
| 40   | Mecklenburg County       | North Carolina | Charlotte                    | 1.163.701 | 1.415       |
| 41   | Contra Costa County      | Kalifornien    | Martinez                     | 1.155.025 | 2.078       |
| 42   | Fairfax County           | Virginia       | Fairfax                      | 1.141.878 | 1.053       |
| 43   | Fulton County            | Georgia        | Atlanta                      | 1.079.105 | 1.385       |
| 44   | Pima County              | Arizona        | Tucson                       | 1.063.162 | 23.799      |
| 45   | Montgomery County        | Maryland       | Rockville                    | 1.058.474 | 1.313       |
| 46   | Duval County             | Florida        | Jacksonville                 | 1.030.822 | 2.378       |
| 47   | Fresno County            | Kalifornien    | Fresno                       | 1.017.162 | 15.585      |
| 48   | Denton County            | Texas          | Denton                       | 1.007.703 | 2.481       |
| 49   | Westchester County       | New York       | White Plains                 | 990.817   | 1.295       |
| 50   | Honolulu City and County | Hawaii         | Honolulu                     | 989.408   | 5.509       |
| 51   | St. Louis County         | Missouri       | Clayton                      | 987.059   | 1.356       |
| 52   | Gwinnett County          | Georgia        | Lawrenceville                | 983.526   | 1.131       |
| 53   | Marion County            | Indiana        | Indianapolis                 | 968.460   | 1.044       |
| 54   | Pinellas County          | Florida        | Clearwater                   | 961.596   | 1.574       |
| 55   | Bergen County            | New Jersey     | Hackensack                   | 957.736   | 639         |
| 56   | Prince George’s County   | Maryland       | Upper Marlboro               | 947.430   | 1.291       |
| 57   | Erie County              | New York       | Buffalo                      | 946.147   | 3.178       |
| 58   | Pierce County            | Washington     | Tacoma                       | 928.696   | 4.679       |
| 59   | DuPage County            | Illinois       | Wheaton                      | 921.213   | 872         |
| 60   | Fort Bend County         | Texas          | Richmond                     | 916.778   | 2.265       |
| 61   | Milwaukee County         | Wisconsin      | Milwaukee                    | 916.205   | 3.081       |
| 62   | Kern County              | Kalifornien    | Bakersfield                  | 913.820   | 21.138      |
| 63   | Shelby County            | Tennessee      | Memphis                      | 910.042   | 2.030       |
| 64   | Hidalgo County           | Texas          | Edinburg                     | 898.471   | 4.099       |
| 65   | Macomb County            | Michigan       | Mount Clemens                | 875.101   | 1.476       |
| 66   | El Paso County           | Texas          | El Paso                      | 869.880   | 2.628       |
| 67   | Montgomery County        | Pennsylvania   | Norristown                   | 868.742   | 1.262       |
| 68   | Worcester County         | Massachusetts  | Worcester                    | 866.866   | 4.090       |
| 69   | Middlesex County         | New Jersey     | New Brunswick                | 863.623   | 835         |
| 70   | Essex County             | New Jersey     | Newark                       | 851.117   | 336         |
| 71   | Snohomish County         | Washington     | Everett                      | 844.761   | 5.689       |
| 72   | Baltimore County         | Maryland       | Towson                       | 844.703   | 1.766       |
| 73   | Lee County               | Florida        | Fort Myers                   | 834.573   | 3.139       |
| 74   | Ventura County           | Kalifornien    | Ventura                      | 829.590   | 5.719       |
| 75   | Hamilton County          | Ohio           | Cincinnati                   | 827.058   | 1.069       |
| 76   | Polk County              | Florida        | Bartow                       | 818.330   | 5.206       |
| 77   | Essex County             | Massachusetts  | Salem und Lawrence           | 810.089   | 2.146       |
| 78   | San Francisco County     | Kalifornien    | San Francisco                | 808.988   | 121         |
| 79   | Oklahoma County          | Oklahoma       | Oklahoma City                | 808.866   | 1.860       |
| 80   | San Joaquin County       | Kalifornien    | Stockton                     | 800.965   | 3.694       |
| 81   | Multnomah County         | Oregon         | Portland                     | 789.698   | 1.206       |
| 82   | Cobb County              | Georgia        | Marietta                     | 776.743   | 881         |
| 83   | Jefferson County         | Kentucky       | Louisville                   | 772.144   | 1.032       |
| 84   | Suffolk County           | Massachusetts  | Boston                       | 768.425   | 311         |
| 85   | DeKalb County            | Georgia        | Decatur                      | 762.992   | 702         |
| 86   | Monroe County            | New York       | Rochester                    | 748.482   | 3.537       |
| 87   | El Paso County           | Colorado       | Colorado Springs             | 744.215   | 5.516       |
| 88   | Norfolk County           | Massachusetts  | Dedham                       | 727.473   | 1.150       |
| 89   | San Mateo County         | Kalifornien    | Redwood City                 | 726.353   | 1.919       |
| 90   | Utah County              | Utah           | keiner                       | 719.174   | 1.944       |
| 91   | Jackson County           | Missouri       | Kansas City und Independence | 718.560   | 1.596       |
| 92   | Denver County            | Colorado       | Denver                       | 716.577   | 401         |
| 93   | Davidson County          | Tennessee      | Nashville                    | 712.334   | 1.363       |
| 94   | Montgomery County        | Texas          | Conroe                       | 711.354   | 3.027       |
| 95   | Lake County              | Illinois       | Waukegan                     | 708.760   | 3.543       |
| 96   | Hudson County            | New Jersey     | Jersey City                  | 705.472   | 162         |
| 97   | Will County              | Illinois       | Joliet                       | 700.728   | 2.200       |
| 98   | Williamson County        | Texas          | Georgetown                   | 697.191   | 2.233       |
| 99   | Tulsa County             | Oklahoma       | Tulsa                        | 682.868   | 2.911       |
| 100  | Bernalillo County        | New Mexico     | Albuquerque                  | 671.586   | 3.008       |

## Liste der 10 größtenPlanning Regions,Boroughs,Unorganized Boroughs,ParishesundBundesbezirke
| Rang | Name                      | Verwaltungseinheit | Bundesstaat          | Verwaltungszentrum | Einwohner | Größe [km²] |
| ---- | ------------------------- | ------------------ | -------------------- | ------------------ | --------- | ----------- |
| 1    | Capitol Planning Region   | Planning Region    | Connecticut          | keines             | 975.328   | 2.661       |
| 2    | Washington, D.C.          | Bundesbezirk       | District of Columbia | Washington, D.C.   | 678.972   | 177         |
| 3    | Western Connecticut       | Planning Region    | Connecticut          | keines             | 623.907   | 1.378       |
| 4    | South Central Connecticut | Planning Region    | Connecticut          | keines             | 568.158   | 951         |
| 5    | East Baton Rouge Parish   | Parish             | Louisiana            | Baton Rouge        | 448.467   | 1.220       |
| 6    | Jefferson Parish          | Parish             | Louisiana            | Gretna             | 421.777   | 1.663       |
| 7    | Orleans Parish            | Parish             | Louisiana            | New Orleans        | 364.136   | 907         |
| 8    | Naugatuck Valley          | Planning Region    | Connecticut          | keines             | 456.128   | 1.069       |
| 9    | Greater Bridgeport        | Planning Region    | Connecticut          | keines             | 327.651   | 363         |
| 10   | Anchorage                 | Borough            | Alaska               | Anchorage          | 286.075   | 5.079       |